# Ottavio Bianchi
Ottavio Bianchi (Brescia, Italia, 6 de octubre de 1943) es un exfutbolista y entrenador italiano. Jugaba de mediocampista.

## Trayectoria
Bianchi comenzó su carrera en la cantera del club de su ciudad, el Brescia, y la temporada 1965/66 debutó en el primer equipo. En la temporada siguiente fue adquirido por el Napoli, con el que disputó cinco campeonatos consecutivos. Jugó con Atalanta, Milan y Cagliari.
Concluyó su carrera de futbolista en el SPAL de Ferrara, donde en 1975/76 fue al mismo tiempo jugador y entrenador junto a Ballico y Bugatti.
Tras esta experiencia, fue el técnico de Siena, Mantova, Triestina  y Atalanta, con el que ganó un campeonato de Serie C1 en 1982.
En 1983/84 debutó en Serie A con el Avellino. Tras un año en el Como, en 1985/86 llegó al Napoli; con él en el banquillo, el club napolitano se consagró campeón de Italia por primera vez en su historia (1986/87). En la misma temporada los partenopeos ganaron la Copa de Italia y, en 1989, la Copa de la UEFA.
En 1990 pasó a la Roma, con la que ganó una Copa de Italia y llegó a la final de Copa de la UEFA perdida contra el Inter de Milán (1991). En noviembre de 1992 volvió al Napoli sustituyendo a Ranieri. El año siguiente se quedó en Nápoles como director técnico, dejando el cargo de entrenador a Lippi. En 1994/95 fue contratado por el Inter de Milán. Después de 7 años de inactividad como entrenador, en 2002 fue llamado a salvar la Fiorentina de un muy probable descenso a la Serie B, objetivo que no logró.

## Selección nacional
Ha sido internacional con la Selección Italiana en dos ocasiones en 1966: frente a URSS (1-0) y Rumania (3-1).

## Clubes

### Como futbolista
| Club            | País   | Año       |
| --------------- | ------ | --------- |
| Brescia Calcio  | Italia | 1965-1966 |
| SSC Napoli      | Italia | 1966-1971 |
| Atalanta BC     | Italia | 1971-1973 |
| AC Milan        | Italia | 1973-1974 |
| Cagliari Calcio | Italia | 1974-1975 |
| SPAL Ferrara    | Italia | 1975-1977 |

### Como entrenador
| Equipo            | País   | Año       |
| ----------------- | ------ | --------- |
| SPAL Ferrara      | Italia | 1976-1977 |
| AC Siena          | Italia | 1978-1979 |
| AC Mantova        | Italia | 1979-1980 |
| US Triestina      | Italia | 1980-1981 |
| Atalanta BC       | Italia | 1981-1983 |
| US Avellino       | Italia | 1983-1984 |
| Calcio Como       | Italia | 1984-1985 |
| SSC Napoli        | Italia | 1985-1989 |
| AS Roma           | Italia | 1990-1992 |
| SSC Napoli        | Italia | 1992-1993 |
| FC Inter de Milán | Italia | 1994-1995 |
| AC Fiorentina     | Italia | 2002      |

## Palmarés

### como entrenador

#### Campeonatos nacionales
| Título         | Club        | País   | Año       |
| -------------- | ----------- | ------ | --------- |
| Serie C1       | Atalanta BC | Italia | 1981-1982 |
| Serie A        | SSC Napoli  | Italia | 1986-1987 |
| Copa de Italia | SSC Napoli  | Italia | 1986-1987 |
| Copa de Italia | AS Roma     | Italia | 1990-1991 |

#### Copas internacionales
| Título          | Club       | País   | Año  |
| --------------- | ---------- | ------ | ---- |
| Copa de la UEFA | SSC Napoli | Italia | 1989 |